# Małgorzata Sieradzka
Małgorzata Weronika Sieradzka – polska prawnik, nauczyciel akademicki, adwokat i doktor habilitowana.

## Biografia
Z zawodu jest adwokatem, członkinią  Okręgowej Rady Adwokackiej we Wrocławiu i Stowarzyszenia Prawa Konkurencji i CARS. Pełni również funkcję adiunkta w Katedrze Prawa Administracyjnego na Uczelni Łazarskiego. 8 kwietnia 2016 habilitowała się na Uniwersytecie Łódzkim.

## Publikacje
- 2008: Komentarz do ustawy o ochronie konkurencji i konsumentów. (wraz z  K. Kohutkiem)[2]
- 2015:  Komentarz do ustawy o dochodzeniu roszczeń grupowych[2].
- 2015:  Monografia; Zmowy przetargowe w świetle prawa zamówień publicznych oraz prawa konkurencji.[2]